# Małgorzata Król-Bogomilska
Małgorzata Król-Bogomilska – polska prawnik, profesor nauk prawnych, profesor zwyczajny Uniwersytetu Warszawskiego, specjalistka w zakresie prawa karnego i prawa konkurencji.

## Życiorys
W 1991 na Wydziale Prawa i Administracji Uniwersytetu Warszawskiego na podstawie dorobku naukowego oraz rozprawy pt. „Formy winy” w prawie karnym w świetle psychologii uzyskała stopień doktora habilitowanego nauk prawnych w zakresie prawa. W 2014 prezydent RP Bronisław Komorowski nadał jej tytuł naukowy profesora nauk prawnych. Została profesorem zwyczajnym Uniwersytetu Warszawskiego.
Monografie:
- "Zwalczanie karteli w prawie antymonopolowym i karnym", Scholar, Warszawa 2013
- "Kary pieniężne w prawie antymonopolowym". Wydawnictwo „KiK”. Warszawa 2001
- „»Formy winy« w prawie karnym w świetle psychologii”. Wyd. UW. Warszawa 1991
Pod jej kierunkiem stopień naukowy doktora otrzymali m.in. Magdalena Błaszczyk, Anna Zientara, Grzegorz Materna. 